# (8830) 1988 VZ
1988 في زد (ويعرف أيضًا باسم (8830) 1988 في زد وفق تسمية الكوكب الصغير) (بالإنجليزية: 1988 VZ)‏ هو كويكب ضمن حزام الكويكبات؛ وترتيبه 8830 من حيث الاكتشاف.
اكتُشف هذا الجُرم الفلكي بواسطة Masaru Inoue ‏ في 7 نوفمبر 1988.

## وصلات خارجية
- (8830) 1988 VZ في قاعدة بيانات مختبر الدفع النفاث لأجرام النظام الشمسي الصغيرة

- الاكتشاف · مخطط المدار ·  العناصر المدارية · المعلمات المادية

- (8830) 1988 VZ على موقع ويكي سكاي: DSS2, SDSS, GALEX, IRAS, Hydrogen α, X-Ray, Astrophoto, Sky Map, Articles and images